# 中日本
中日本（なかにほん、なかにっぽん）是對日本進行較大範圍地理區分時使用的詞語。一般包括岐阜縣、長野縣，布引山地以東的三重縣到愛鷹山以西的静岡縣，福井縣嶺北到新潟縣頚城地方的範圍。

## 以中日本冠名的企業
以東海地方為營業範圍的企業，常冠以「中日本」之名。
- 中日本高速道路株式会社
- 中日本航空株式会社
- 中日本興業株式会社
- 中日本鋳工株式会社

## 關聯條目
- 中部地方